# НБА в сезоні 1972–1973
Сезон НБА 1972–1973 був 27-им сезоном в Національній баскетбольній асоціації. Переможцями сезону стали «Нью-Йорк Нікс», які здолали у фінальній серії «Лос-Анджелес Лейкерс».

## Регламент змагання
Участь у сезоні брали 17 команд, розподілених між двома конференціями — Східною і Західною, кожна з яких у свою чергу складалася з двох дивізіонів.
По ходу регулярного сезону кожна з команд-учасниць провела по 82 гри.
Чемпіони кожної з конференцій, що визначалися на стадії плей-оф, для визначення чемпіона НБА зустрічалися між собою у Фіналі, що складався із серії ігор до чотирьох перемог.

## Регулярний сезон

### Підсумкові таблиці за дивізіонами
| Атлантичний                   | В  | П  | %П   | Відст | Дом   | Гост  | Нейтр | Див  |
| ----------------------------- | -- | -- | ---- | ----- | ----- | ----- | ----- | ---- |
| y-«Бостон Селтікс»            | 68 | 14 | .829 | –     | 33–6  | 32–8  | 3–0   | 18–4 |
| x-«Нью-Йорк Нікс»             | 57 | 25 | .695 | 11    | 35–6  | 21–18 | 1–1   | 16–6 |
| «Баффало Брейвз»              | 21 | 61 | .256 | 47    | 14–27 | 6–31  | 1–3   | 8–14 |
| «Філадельфія Севенті-Сіксерс» | 9  | 73 | .110 | 59    | 5–26  | 2–36  | 2–11  | 2–20 |

| Центральний          | В  | П  | %П   | Відст | Дом   | Гост  | Нейтр | Див   |
| -------------------- | -- | -- | ---- | ----- | ----- | ----- | ----- | ----- |
| y-«Балтимор Буллетс» | 52 | 30 | .634 | –     | 24–9  | 21–17 | 7–4   | 17–5  |
| x-«Атланта Гокс»     | 46 | 36 | .561 | 6     | 28–13 | 17–23 | 1–0   | 10–12 |
| «Х'юстон Рокетс»     | 33 | 49 | .402 | 19    | 14–14 | 10–28 | 9–7   | 9–13  |
| «Клівленд Кавальєрс» | 32 | 50 | .390 | 20    | 20–21 | 10–27 | 2–2   | 8–14  |

| Середньо-Західний         | В  | П  | %П   | Відст | Дом   | Гост  | Нейтр | Див   |
| ------------------------- | -- | -- | ---- | ----- | ----- | ----- | ----- | ----- |
| y-«Мілвокі Бакс»          | 60 | 22 | .732 | –     | 33–5  | 25–15 | 2–2   | 15–5  |
| x-«Чикаго Буллз»          | 51 | 31 | .622 | 9     | 29–12 | 20–19 | 2–0   | 10–10 |
| «Детройт Пістонс»         | 40 | 42 | .488 | 20    | 26–15 | 13–25 | 1–2   | 9–11  |
| «Канзас-Сіті-Омаха Кінгс» | 36 | 46 | .439 | 24    | 24–17 | 12–29 | –     | 6–14  |

| Тихоокеанський            | В  | П  | %П   | Відст | Дом   | Гост  | Нейтр | Див   |
| ------------------------- | -- | -- | ---- | ----- | ----- | ----- | ----- | ----- |
| y-«Лос-Анджелес Лейкерс»  | 60 | 22 | .732 | –     | 30–11 | 28–11 | 2–0   | 22–4  |
| x-«Голден-Стейт Ворріорс» | 47 | 35 | .573 | 13    | 27–14 | 18–20 | 2–1   | 14–12 |
| «Фінікс Санз»             | 38 | 44 | .463 | 22    | 22–19 | 15–25 | 1–0   | 14–12 |
| «Сіетл Суперсонікс»       | 26 | 56 | .317 | 34    | 16–25 | 10–29 | 0–2   | 9–17  |
| «Портленд Трейл-Блейзерс» | 21 | 61 | .256 | 39    | 13–28 | 8–32  | 0–1   | 6–20  |

### Підсумкові таблиці за конференціями
| # | Східна                        | Східна | Східна | Східна |
| # | Команда                       | В      | П      | %П     |
| - | ----------------------------- | ------ | ------ | ------ |
| 1 | z-«Бостон Селтікс»            | 68     | 14     | .829   |
| 2 | x-«Нью-Йорк Нікс»             | 57     | 25     | .695   |
| 3 | y-«Балтимор Буллетс»          | 52     | 30     | .634   |
| 4 | x-«Атланта Гокс»              | 46     | 36     | .561   |
|   |                               |        |        |        |
| 5 | «Х'юстон Рокетс»              | 33     | 49     | .402   |
| 6 | «Клівленд Кавальєрс»          | 32     | 50     | .390   |
| 7 | «Баффало Брейвз»              | 21     | 61     | .256   |
| 8 | «Філадельфія Севенті-Сіксерс» | 9      | 73     | .110   |

| # | Західна                   | Західна | Західна | Західна |
| # | Команда                   | В       | П       | %П      |
| - | ------------------------- | ------- | ------- | ------- |
| 1 | z-«Мілвокі Бакс»          | 60      | 22      | .732    |
| 2 | y-«Лос-Анджелес Лейкерс»  | 60      | 22      | .732    |
| 3 | x-«Чикаго Буллз»          | 51      | 31      | .622    |
| 4 | x-«Голден-Стейт Ворріорс» | 47      | 35      | .573    |
|   |                           |         |         |         |
| 5 | «Детройт Пістонс»         | 40      | 42      | .488    |
| 6 | «Фінікс Санз»             | 38      | 44      | .463    |
| 7 | «Канзас-Сіті-Омаха Кінгс» | 36      | 46      | .439    |
| 8 | «Сіетл Суперсонікс»       | 26      | 56      | .317    |
| 9 | «Портленд Трейл-Блейзерс» | 21      | 61      | .256    |

Легенда:
- z, y – Переможці дивізіону
- x – Учасники плей-оф

## Плей-оф
Переможці пар плей-оф позначені жирним. Цифри перед назвою команди відповідають її позиції у підсумковій турнірній таблиці регулярного сезону конференції. Цифри після назви команди відповідають кількості її перемог у відповідному раунді плей-оф.
|  | Півфінали конференції | Півфінали конференції | Півфінали конференції |              |   | Фінали конференції | Фінали конференції | Фінали конференції |  |  | Фінал НБА | Фінал НБА    | Фінал НБА |
|  |                       |                       |                       |              |   |                    |                    |                    |  |  |           |              |           |
|  | 1                     | Мілвокі               | 2                     |              |   |                    |                    |                    |  |  |           |              |           |
|  | 4                     | Голден-Стейт          | 4                     |              |   |                    |                    |                    |  |  |           |              |           |
|  | 4                     | Голден-Стейт          | 4                     |              | 4 | Голден-Стейт       | 1                  |                    |  |  |           |              |           |
|  | Західна конференція   |                       |                       |              | 4 | Голден-Стейт       | 1                  |                    |  |  |           |              |           |
|  |                       |                       | 2                     | Л.А. Лейкерс | 4 |                    |                    |                    |  |  |           |              |           |
|  | 3                     | Чикаго                | 2                     | Л.А. Лейкерс | 4 | 3                  |                    |                    |  |  |           |              |           |
|  | 3                     | Чикаго                |                       |              |   | 3                  |                    |                    |  |  |           |              |           |
|  | 2                     | Л.А. Лейкерс          | 4                     |              |   |                    |                    |                    |  |  |           |              |           |
|  |                       |                       |                       |              |   |                    |                    |                    |  |  | W2        | Л.А. Лейкерс | 1         |
|  |                       |                       | E2                    | Нью-Йорк     | 4 |                    |                    |                    |  |  |           |              |           |
|  | 1                     | Бостон                | 4                     |              |   |                    |                    |                    |  |  |           |              |           |
|  | 4                     | Атланта               | 2                     |              |   |                    |                    |                    |  |  |           |              |           |
|  | 4                     | Атланта               | 2                     |              | 1 | Бостон             | 3                  |                    |  |  |           |              |           |
|  | Східна конференція    |                       |                       |              | 1 | Бостон             | 3                  |                    |  |  |           |              |           |
|  |                       |                       | 2                     | Нью-Йорк     | 4 |                    |                    |                    |  |  |           |              |           |
|  | 3                     | Балтимор              | 2                     | Нью-Йорк     | 4 | 1                  |                    |                    |  |  |           |              |           |
|  | 3                     | Балтимор              |                       |              |   | 1                  |                    |                    |  |  |           |              |           |
|  | 2                     | Нью-Йорк              | 4                     |              |   |                    |                    |                    |  |  |           |              |           |

## Лідери сезону за статистичними показниками
| Показник                  | Гравець         | Команда                   | Результат |
| ------------------------- | --------------- | ------------------------- | --------- |
| Очки за гру               | Нейт Арчибальд  | «Канзас-Сіті-Омаха Кінгс» | 34.0      |
| Підбирання за гру         | Вілт Чемберлейн | «Лос-Анджелес Лейкерс»    | 18.6      |
| Передачі за гру           | Нейт Арчибальд  | «Канзас-Сіті-Омаха Кінгс» | 11.4      |
| % влучань з гри           | Вілт Чемберлейн | «Лос-Анджелес Лейкерс»    | .727      |
| % влучань штрафних кидків | Рік Беррі       | «Голден-Стейт Ворріорс»   | .902      |

## Нагороди НБА

### Щорічні нагороди
- Найцінніший гравець: Дейв Ковенс, «Бостон Селтікс»
- Новачок року: Боб Макаду, «Баффало Брейвз»
- Тренер року: Том Гейнсон, «Бостон Селтікс»
- Перша збірна всіх зірок:
  - Джон Гавлічек, «Бостон Селтікс»
  - Нейт Арчибальд, «Канзас-Сіті-Омаха Кінгс»
  - Карім Абдул-Джаббар, «Мілвокі Бакс»
  - Спенсер Гейвуд, «Сіетл Суперсонікс»
  - Джеррі Вест, «Лос-Анджелес Лейкерс»
- Збірна новачків НБА:
  - Двайт Девіс, «Клівленд Кавальєрс»
  - Боб Макаду, «Баффало Брейвз»
  - Фред Бойд, «Філадельфія Севенті-Сіксерс»
  - Джим Прайс, «Лос-Анджелес Лейкерс»
  - Ллойд Ніл, «Портленд Трейл-Блейзерс»
- Збірні всіх зірок захисту:

| - Перша збірна: - Дейв Дебушер, «Нью-Йорк Нікс» - Джон Гавлічек, «Бостон Селтікс» - Вілт Чемберлейн, «Лос-Анджелес Лейкерс» - Джеррі Вест, «Лос-Анджелес Лейкерс» - Волт Фрейзер, «Нью-Йорк Нікс» | - Друга збірна: - Пол Сілас, «Бостон Селтікс» - Майк Ріордан, «Балтимор Буллетс» - Нейт Термонд, «Голден-Стейт Ворріорс» - Норм Ван Ліер, «Чикаго Буллз» - Дон Чейні, «Бостон Селтікс» |